# Dorcadion enricisturanii
Dorcadion enricisturanii is een keversoort uit de familie van de boktorren (Cerambycidae). De wetenschappelijke naam van de soort werd voor het eerst geldig gepubliceerd in 1971 door Breuning & Ruspoli.